# Melnik Peak
Der Melnik Peak (englisch; bulgarisch връх Мелник wrach Melnik) ist ein über 700 m hoher Berg auf der Livingston-Insel im Archipel der Südlichen Shetlandinseln. Er ist der höchste Gipfel des Melnik Ridge und ragt 1,25 km westlich des Sliven Peak, 2,25 km nordwestlich des Atanasoff-Nunataks, 3,05 km nordöstlich bis östlich des Mount Bowles, 3,7 km östlich bis nördlich des Hemus Peak und 5,1 km südöstlich der Gleaner Heights auf.
Die bulgarische Kommission für Antarktische Geographische Namen benannte ihn 2004 in Zusammenhang mit dem gleichnamigen Gebirgskamm. Dessen Namensgeber ist die Stadt Melnik im Südwesten Bulgariens.